# Lovenella chiquita
Lovenella chiquita is een hydroïdpoliep uit de familie Lovenellidae. De poliep komt uit het geslacht Lovenella. Lovenella chiquita werd in 1959 voor het eerst wetenschappelijk beschreven door Millard. 